# La Capelle-lès-Boulogne
La Capelle-lès-Boulogne is een gemeente in het Franse departement Pas-de-Calais (regio Hauts-de-France). De gemeente maakt deel uit van het arrondissement Boulogne-sur-Mer.  La Capelle-lès-Boulogne telde op 1 januari 2022 1.571 inwoners.

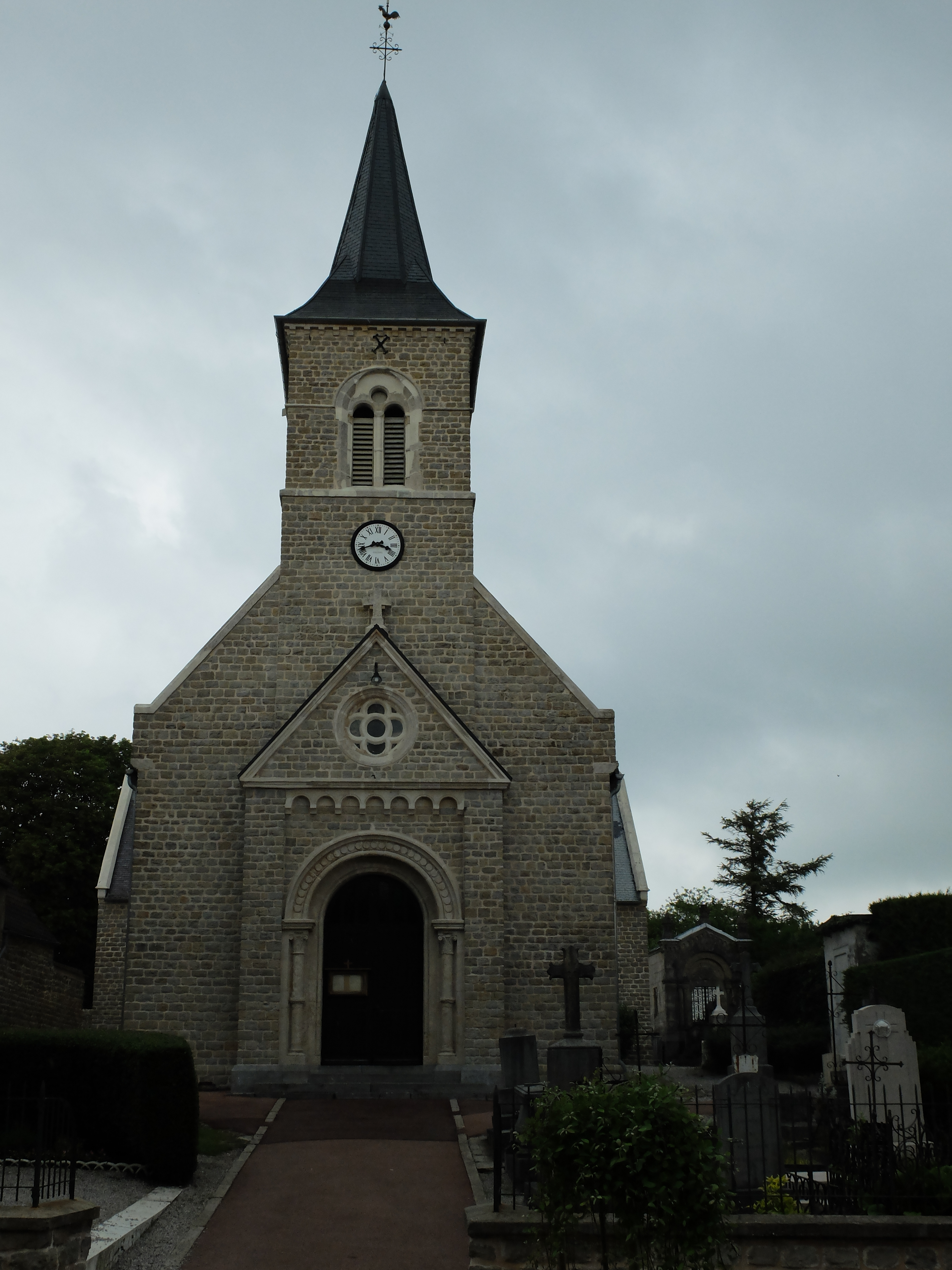
Église Saint-Jean-Baptiste

## Geografie
De oppervlakte van La Capelle-lès-Boulogne bedroeg op 1 januari 2022 6,5 vierkante kilometer; de bevolkingsdichtheid was toen 241,7 inwoners per km².

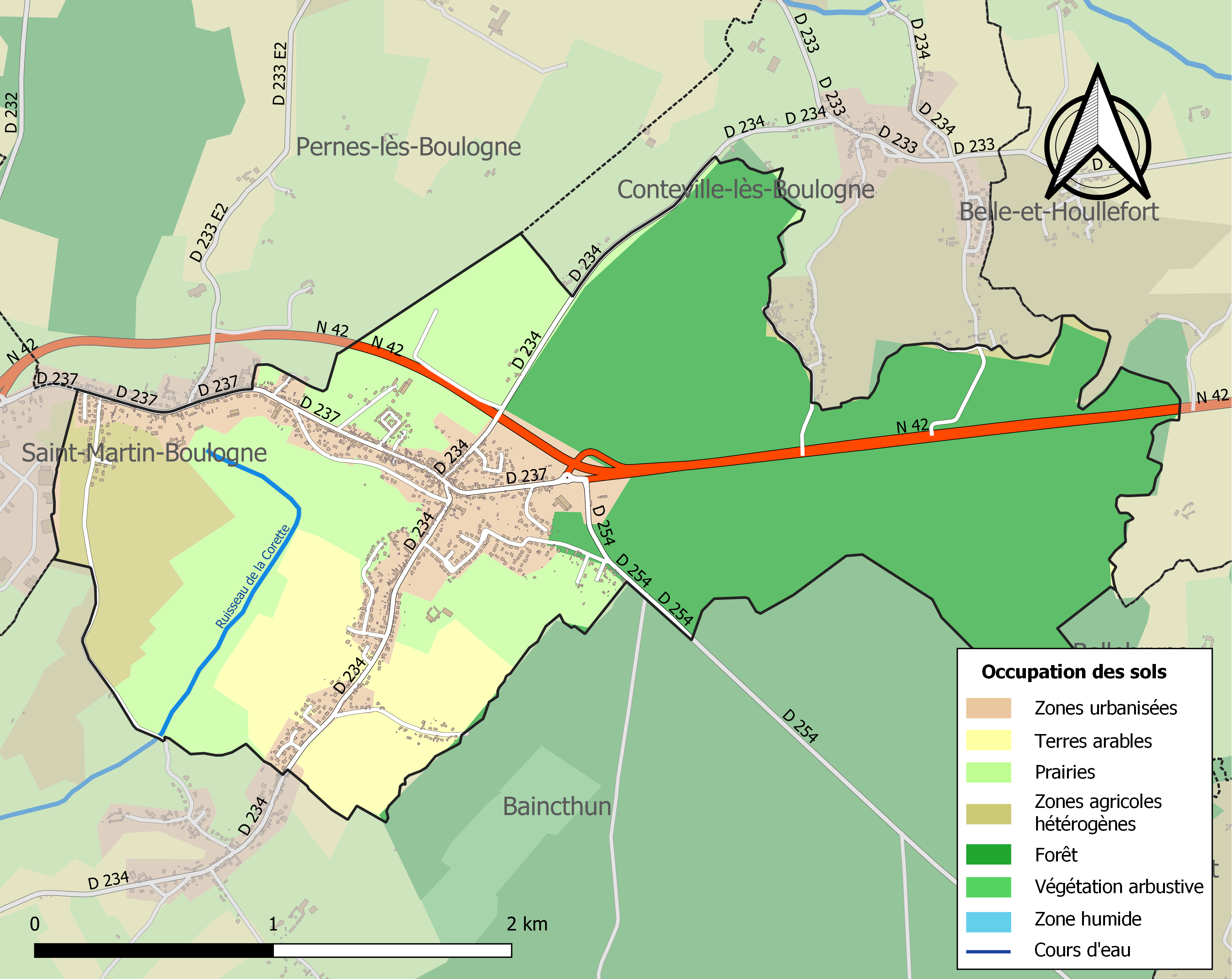
Kaart van de gemeente met belangrijkste infrastructuur, bodemgebruik en omliggende gemeenten

## Geschiedenis
Oude vermeldingen van de plaats gaan terug tot de 12de eeuw als Bella Capella. In het ancien régime was het een leen van het baljuwschap van Outreau. Op de 18de-eeuwse Cassinikaart is de plaats aangeduid als La Chapelle, langs de weg van Boulogne-sur-Mer naar Sint-Omaars.
Bij de oprichting van de gemeenten op het eind van de 18de eeuw werd de plaats ondergebracht bij de gemeente Baincthun, waarvan het dorpscentrum zo'n drie kilometer zuidelijker ligt. In 1949 werd La Capelle-lès-Boulogne als zelfstandige gemeente afgesplitst van Baincthun.

## Bezienswaardigheden
- Het Château de Conteval uit de laatste decennia van de 18de eeuw. Het werd in 2006 ingeschreven als monument historique.
- De Église Saint-Jean-Baptiste

## Demografie
Onderstaande figuur toont het verloop van het inwonertal (bron: INSEE-tellingen).

## Verkeer en vervoer
La Capelle-lès-Boulogne ligt langs de nationale weg van Boulogne-sur-Mer naar Sint-Omaars.